# تونیس کینت
تونیس کینت (استونیایی: Tõnis Kint; ۱۷ اوت ۱۸۹۶ – ۵ ژانویهٔ ۱۹۹۱) سیاستمدار و نخست وزیر دولت در تبعید استونی بود.
وی همچنین برندهٔ جوایزی همچون نشان افتخار تولد لهستان شده‌است.